# Leopold Edelsheim
Leopold Wilhelm von Edelsheim-Gyulai, nato Leopold Edelsheim (Karlsruhe, 10 maggio 1826 – Budapest, 27 marzo 1893), è stato un generale austriaco.

## Biografia
Discendente da un'antica famiglia della piccola aristocrazia sveva, Leopold Edelsheim era pronipote del politico e scrittore tedesco Friedrich Christian Seifert von Edelsheim, del politico tedesco Wilhelm von Edelsheim e nipote di Georg Ludwig von Edelsheim. Per parte di madre era nipote del compositore tedesco Ernst von Gemmingen-Hornberg e pronipote di Otto Heinrich von Gemmingen-Hornberg, intimo amico di Mozart. Egli era inoltre cugino di primo grado del famoso feldmaresciallo Ferencz Gyulai che in seguitò lo adotterà come figlio per mancanza di eredi. Scelse la carriera militare e, non appena compiuti i 16 anni, entrò come cadetto nel 5º reggimento di cavalleria leggera dell'esercito austriaco.
Promosso tenente nel 1846 e capitano due anni più tardi, partecipò alla repressione della rivolta magiara e, al ritorno in patria, venne aggregato al corpo di spedizione austriaco a Napoli, con il quale si distinse durante la presa di Ancona.
Nell'ottobre del 1856, a soli trent'anni, la sua fama di miglior ufficiale di cavalleria dell'esercito imperiale fu coronata dal grado di colonnello e dall'incarico di comando al 10º Reggimento Ussari "Federico Guglielmo III Re di Prussia", con lo scopo di trasformarlo in un'unità d'eccellenza, dotata di larga autonomia operativa.
Nel corso della seconda guerra d'indipendenza italiana, Edelsheim e il suo 10º Reggimento Ussari ebbero modo di distinguersi in varie occasioni, due di queste divenute vere leggende nella storia della cavalleria militare europea: durante la battaglia di Magenta e durante la battaglia di Medole, per le quali venne poi insignito dell'ordine di Maria Teresa, massima onorificenza militare al valore dell'impero austriaco.
In seguito partecipò alla guerra austro-prussiana del 1866, sul fronte boemo, ed alla guerra franco-prussiana del 1870, sempre distinguendosi per le azioni individuali, ma senza mai avere incarichi di comando strategico.
Venne messo a riposo, con il grado di generale di cavalleria, il 1º agosto 1886. Visse gli ultimi anni nel palazzo di Budapest ereditato dal feldmaresciallo Ferencz Gyulai che, il 26 ottobre 1866, lo aveva adottato, lasciandolo erede del titolo di conte e di un enorme patrimonio.

## Episodi celebri

### La carica di Ponte Vecchio
Nel contesto della seconda guerra d'indipendenza italiana, durante la battaglia di Magenta, la posizione strategica di Ponte Vecchio fu aspramente disputata dalle contrapposte forze austriache e francesi, che più volte riuscirono a conquistarla e più volte dovettero cederla. Fondamentale per gli austriaci era mantenere il controllo dell'abitato di Pontevecchio allo scopo di aver una testa di ponte sulla riva destra del Naviglio Grande e tentare l'aggiramento dello schieramento francese.
Ormai privi delle forze necessarie per l'ennesimo assalto, dopo l'ultima riconquista francese, gli austriaci si affidarono alla personale iniziativa del colonnello Edelsheim che decise di tentare una carica di cavalleria, nonostante le strade dell'abitato non fossero il terreno adatto a questo tipo di operazione. Sotto il comando di Edelsheim, gli squadroni del 10º reggimento si lanciarono in una disperata carica all'arma bianca che riuscì a travolgere le linee nemiche, pagando un impressionante prezzo di vite umane. Pochissimi tra gli ufficiali dei drappelli tornarono senza ferite. Molti non tornarono.
Senza il seguito della fanteria austriaca, i varchi causati dalle cariche vennero ben presto richiusi, rendendo vano il sacrificio del 10º Reggimento. In verità, la vittoria venne comunque sfiorata, visto che uno degli squadroni penetrò tanto in profondità lo schieramento franco-sardo da investire lo stato maggiore del generale Canrobert, riuscendo a eliminare due alti ufficiali. Lo stesso Canrobert si salvò miracolosamente, lasciando nelle mani di un ussaro austriaco il colletto della sua divisa, grazie allo scarto e alla fuga repentini del suo cavallo imbizzarrito.

### La carica nel Campo di Medole
Sempre nel contesto della seconda guerra d'indipendenza, durante le prime fasi della battaglia di Solferino e San Martino, il 10º Reggimento Ussari del colonnello Edelsheim e la divisione di cavalleria del feldmaresciallo Mensdorff si erano mossi da Guidizzolo per giungere in località Campo dell'Oca alle ore 8.30 a.m., restando in attesa dell'ordine di attacco. Da quella posizione, Edelsheim poteva osservare il frenetico dispiegamento del 4º Corpo d'armata francese guidato da Adolphe Niel, nel tentativo di congiungere la propria ala sinistra con l'ala destra del 2º Corpo d'armata francese di Patrice de Mac-Mahon, schierato nel Campo di Medole verso le alture di Solferino.
Era certamente quello il momento ideale per intervenire, ma l'ordine d'attacco non arrivava e, del resto, non sarebbe potuto arrivare, visto che il feldmaresciallo Franz Wimpffen, comandante della 1ª Armata austriaca, non era ancora giunto presso lo stato maggiore riunito a Guidizzolo. Alle ore 9 a.m., per non perdere il momento favorevole, Edelsheim decise di intervenire autonomamente, chiedendo a Mensdorff di appoggiare la sua azione e, ottenutone l'assenso, fece schierare quattro squadroni per la carica.
Dopo poche centinaia di metri, lo slancio del 10° Ussari venne fermato dai Cacciatori d'Africa della divisione di cavalleria francese del generale Nicolas Desvaux. L'impatto fu violentissimo. Respinti al primo assalto, gli Ussari austriaci tornarono alla carica, questa volta riuscendo a sfondare lo schieramento francese. Edelsheim puntò dritto verso il Campo di Medole per prepararsi a colpire la retroguardia di Mac-Mahon, certo che i Cacciatori d'Africa, ormai rotti e disordinati, sarebbero stati facile preda per la sopraggiungente divisione di Mensdorff. Ma così non fu. Mensdorff si mosse lentamente perdendo tempo prezioso, durante il quale l'artiglieria del 4º Corpo francese, guidata dal generale Soleille, riuscì a mettere in batteria una ventina di pezzi in prossimità della strada Napoleonica. Non appena iniziata la carica, l'artiglieria francese bersagliò pesantemente i cavalleggeri austriaci, causando gravi perdite e costringendoli alla ritirata.
Nel frattempo, ignaro di quanto accadeva alle sue spalle e continuando a confidare nei rinforzi, Edelsheim guidò i suoi squadroni nelle retrovie del 2º Corpo francese, cavalcando alle spalle dei battaglioni di fanteria in manovra. La folle corsa terminò dopo un paio di chilometri, in vista del Monte Medolano, dov'era schierata la brigata di cavalleria del generale Adrien-Gabriel Gaudin de Villain che, nonostante la superiorità numerica, venne fortemente impegnata dagli Ussari austriaci, anche favoriti dall'effetto sorpresa.
Edelsheim non poteva immaginarlo, ma giunse a un passo dalla completa vittoria. Su quella vicina altura, infatti, il generale Mac-Mahon e l'imperatore Napoleone III di Francia stavano concordando il combinato attacco alle postazioni austriache di Solferino. Fu questo il motivo per cui il generale Gaudin, pur disponendo di forze ben superiori, si limitò a fermare la corsa degli Ussari, trattenendosi dall'inseguirli.
Alle 9.30, vedendosi impossibilitato ad avanzare e svanita ogni speranza nell'arrivo dei rinforzi, Edelsheim decise di ripiegare e riguadagnare velocemente le proprie linee. La brillante azione di sfondamento del 10º Ussari, costata la perdita di 8 ufficiali, 125 cavalieri e 126 cavalli, aveva destato lo stupore e l'ammirazione dei francesi, ma risultò vana per l'intempestivo movimento di Mensdorff.

## Ascendenza
|                                     |                               |                                                   | Genitori                                 |  |  | Nonni |  |  | Bisnonni                       |  |  | Trisnonni                                 |  |
|                                     |                               |                                                   |                                          |  |  |       |  |  | Philipp Reinhard von Edelsheim |  |  | Friedrich Christian Seifert von Edelsheim |  |
|                                     |                               |                                                   |                                          |  |  |       |  |  | Philipp Reinhard von Edelsheim |  |  | Friedrich Christian Seifert von Edelsheim |  |
|                                     |                               | Clara Elisabeth Rau von und zu Hozhausen          |                                          |  |  |       |  |  | Philipp Reinhard von Edelsheim |  |  |                                           |  |
| Georg Ludwig von Edelsheim          |                               |                                                   |                                          |  |  |       |  |  | Philipp Reinhard von Edelsheim |  |  |                                           |  |
|                                     |                               | Friederike von Zeschlin                           | …                                        |  |  |       |  |  |                                |  |  |                                           |  |
|                                     |                               | Friederike von Zeschlin                           | …                                        |  |  |       |  |  |                                |  |  |                                           |  |
|                                     |                               | Friederike von Zeschlin                           | …                                        |  |  |       |  |  |                                |  |  |                                           |  |
| Wilhelm von Edelsheim               |                               | Friederike von Zeschlin                           |                                          |  |  |       |  |  |                                |  |  |                                           |  |
|                                     |                               | Dietrich I Caesarion von Keyserlingk              | Ernst Johann von Keyserlingk             |  |  |       |  |  |                                |  |  |                                           |  |
|                                     |                               | Dietrich I Caesarion von Keyserlingk              | Ernst Johann von Keyserlingk             |  |  |       |  |  |                                |  |  |                                           |  |
|                                     |                               | Dietrich I Caesarion von Keyserlingk              | Dorothea Amalia della Chiesa             |  |  |       |  |  |                                |  |  |                                           |  |
| Adelheid Friederike von Keyserlingk |                               | Dietrich I Caesarion von Keyserlingk              |                                          |  |  |       |  |  |                                |  |  |                                           |  |
|                                     |                               | Eleonore Louise Albertine von Schlieben-Sanditten | George Christoph von Schlieben-Sanditten |  |  |       |  |  |                                |  |  |                                           |  |
|                                     |                               | Eleonore Louise Albertine von Schlieben-Sanditten | George Christoph von Schlieben-Sanditten |  |  |       |  |  |                                |  |  |                                           |  |
|                                     |                               | Eleonore Louise Albertine von Schlieben-Sanditten | Eleonore Lucia von Ilten                 |  |  |       |  |  |                                |  |  |                                           |  |
| Leopold Edelsheim                   |                               | Eleonore Louise Albertine von Schlieben-Sanditten |                                          |  |  |       |  |  |                                |  |  |                                           |  |
|                                     | Ludwig von Gemmingen-Hornberg | Reinhard von Gemmingen-Hornberg                   |                                          |  |  |       |  |  |                                |  |  |                                           |  |
|                                     | Ludwig von Gemmingen-Hornberg | Reinhard von Gemmingen-Hornberg                   |                                          |  |  |       |  |  |                                |  |  |                                           |  |
|                                     | Ludwig von Gemmingen-Hornberg | Maria Elisabetha von Neipperg                     |                                          |  |  |       |  |  |                                |  |  |                                           |  |
| Ernst von Gemmingen-Hornberg        | Ludwig von Gemmingen-Hornberg |                                                   |                                          |  |  |       |  |  |                                |  |  |                                           |  |
|                                     |                               | Albertine Regina von und zu Gemmingen             | Friedrich Jakob von und zu Gemmingen     |  |  |       |  |  |                                |  |  |                                           |  |
|                                     |                               | Albertine Regina von und zu Gemmingen             | Friedrich Jakob von und zu Gemmingen     |  |  |       |  |  |                                |  |  |                                           |  |
|                                     |                               | Albertine Regina von und zu Gemmingen             | Clara Friederike Greck von Kochendorf    |  |  |       |  |  |                                |  |  |                                           |  |
| Frederike von Gemmingen-Hornberg    |                               | Albertine Regina von und zu Gemmingen             |                                          |  |  |       |  |  |                                |  |  |                                           |  |
|                                     |                               | Carl Ludwig Friedrich von Holle                   | Ernst Christian von Holle                |  |  |       |  |  |                                |  |  |                                           |  |
|                                     |                               | Carl Ludwig Friedrich von Holle                   | Ernst Christian von Holle                |  |  |       |  |  |                                |  |  |                                           |  |
|                                     |                               | Carl Ludwig Friedrich von Holle                   | Eleonore Luise von Mentzingen            |  |  |       |  |  |                                |  |  |                                           |  |
| Charlotte Henriette von Holle       |                               | Carl Ludwig Friedrich von Holle                   |                                          |  |  |       |  |  |                                |  |  |                                           |  |
|                                     |                               | Wilhelmine von Wrede                              | …                                        |  |  |       |  |  |                                |  |  |                                           |  |
|                                     |                               | Wilhelmine von Wrede                              | …                                        |  |  |       |  |  |                                |  |  |                                           |  |
|                                     |                               | Wilhelmine von Wrede                              | …                                        |  |  |       |  |  |                                |  |  |                                           |  |
|                                     |                               | Wilhelmine von Wrede                              |                                          |  |  |       |  |  |                                |  |  |                                           |  |